# Симаков, Иван Михайлович
Иван Михайлович Симаков (1920—1972) — участник Великой Отечественной войны, полный кавалер ордена Славы.

## Биография
Родился 5 января 1920 года в селе Батырево (ныне Шуйского района Ивановской области) в семье крестьянина. Русский. Здесь окончил начальную школу, а в селе Ивонино — семилетку. Затем поступил учеником столяра в мастерскую в городе Шуе, работал столяром.
В 1940 году был призван в Красную армию Шуйским горвоенкоматом и направлен в пограничные войска. Службу проходил на государственной границе под городом Выборгом в 33-м пограничном отряде. Здесь встретил начало Великой Отечественной войны.
С первых дней участвовал в приграничных боях. После того как пограничный отряд влился в 201-ю стрелковую дивизию, Симаков был зачислен в 112-ю отдельную разведывательную роту. В составе этой дивизии прошёл до конца войны, сражался на Ленинградском и 2-м Прибалтийском фронтах.
26 января 1944 года разведгруппа 112-й отдельной разведывательной роты (201-я стрелковая дивизия, 117-й стрелковый корпус, Ленинградский фронт) вела поиск в тылу противника в районе населённого пункта Воскресенское (Волховский район Ленинградской области). На окраине ефрейтор Симаков своевременно обнаружил в засаде группу гитлеровцев. Завязалась схватка, Симаков расстрелял в упор 4 фашистов и взял одного «языка». Воспользовавшись данными разведчиков, наши подразделения обошли село Воскресенское и взяли его с тыла.
Приказом по войскам 201-й стрелковой дивизии от 31 января 1944 года ефрейтор Симаков Иван Михайлович награждён орденом Славы 3-й степени (№ 96936).
Зимой 1945 года бои шли на территории Прибалтики, сержант Симаков командовал отделением.
16 февраля 1945 года, командуя разведгруппой в составе 7 человек, вывел её в районе населённого пункта Джуксте (45 км юго-западнее города Рига) в тыл противника, умело организовал наблюдение и постоянно поддерживал связь с командиром дивизии, передавая ценные данные. Выдвинувшись в район узла шоссейных дорог, установил переброску резервов противника на правый фланг дивизии и тем самым помог сорвать контратаку врага.
В представлении к награждению орденом Красного Знамени командир роты отмечал: «Находясь в тылу гитлеровцев, выявил ряд опорных пунктов, передал точные данные о системе заграждений и препятствий, о расположении и количестве артиллерийских и танковых средств. Группа была обнаружена противником и подвергалась атаке автоматчиков. Применив военную хитрость, сержант умело уклонился от преследования, 19 февраля, получив приказ на возвращение, группа при переходе переднего края снова была обнаружена. Смело пробившись в чужую траншею, разведчики вышли по ней в ничейную полосу, уничтожив по ходу движения шесть немецких солдат».
Приказом по войскам 1-й ударной армии от 3 марта 1945 года сержант Симаков Иван Михайлович награждён орденом Славы 2-й степени (№ 11503).
25 марта 1945 года сержант Симаков, возглавляя группу разведчиков и действуя в том же боевом составе, возле населённого пункта Кундзини (20 км юго-восточнее станции Броцены, Латвия) проник в тыл противника. Разведчики установили, что противник перебрасывает свои резервы — 10 самоходных орудий — на левый фланг полосы наступления дивизии. Эта ценная информация помогла сорвать мощную контратаку врага. Затем около 3 суток корректировали огонь нашей артиллерии. Выполнив задачу, Симаков без потерь вывел разведчиков из немецкого тыла.
После победы остался в армии. В 1945 году вступил в ВКП(б)/КПСС. Служил в Таджикистане.
Указом Президиума Верховного Совета СССР от 15 мая 1946 года за исключительное мужество, отвагу и бесстрашие, проявленные на заключительном этапе Великой Отечественной войны в боях с гитлеровскими захватчиками сержант Симаков Иван Михайлович награждён орденом Славы 1-й степени (№ 1404). Стал полным кавалером ордена Славы.
После демобилизации остался жить в городе Душанбе (Таджикистан). Вернулся к довоенной профессии. Долгие годы работал бригадиром комплексной бригады Гиссарского долинного управления оросительных систем. Бригада Симакова построила здания насосных станций в колхозах имени М. И. Калинина и Эрнста Тельмана, в Чузах и других местах. Скончался 19 июля 1972 года.

## Награды
- Орден Красной Звезды[1]
- Орден Славы 1 степени (15 мая 1946 — № 1404)
- Орден Славы 2 степени (3 марта 1945 — № 11503)[2]
- Орден Славы 3 степени (31 января 1944 — № 96936)[3]

- Медаль «В ознаменование 100-летия со дня рождения Владимира Ильича Ленина» (6 апреля 1970)
- Медаль «За победу над Германией в Великой Отечественной войне 1941—1945 гг.» (9 мая 1945[4])
- Юбилейная медаль «Двадцать лет Победы в Великой Отечественной войне 1941—1945 гг.» (7 мая 1965[5])

## Память
На могиле героя установлен надгробный памятник.
На родине, в селе Васильевское Ивановской области, установлена мемориальная доска.